# Jean Cornez
Jean, Auguste, Jules, Norbert Cornez est un officier de l'armée belge, actif durant la guerre d'Espagne et la Seconde Guerre mondiale.
Capitaine A.R.A (Lieutenant d'active), résistant, agent de renseignement et d'action, formé par le Special Operations Executive (Londres), fusillé à Bruxelles par les nazis, le 3 octobre 1942 à l'âge de 28 ans.

## Biographie
Né à Quaregnon, en province du Hainaut, rue Liénard le 23 novembre 1913 de Jeanne Gabriel et Jules Norbert Cornez. Le couple aura deux autres enfants : Gabrielle (1911) et Rose (1919).

### Carrière militaire
Après ses années d'études au lycée, Jean Cornez devient engagé volontaire pour une durée de cinq ans au 14e Régiment d'artillerie, il est fait brigadier (1931), maréchal des logis (1933) et est admis à l’École Militaire en 1934. Il sera diplômé de l’École de cavalerie et de l’École des officiers mécaniciens en charroi automobile, et obtient le grade de sous-lieutenant de cavalerie le 26 décembre 1936. Il reçoit ensuite une formation de parachutiste.

#### Seconde Guerre mondiale
Lorsque la guerre éclate, Jean Cornez est en service actif au troisième régiment des Lanciers, avec le grade de sous lieutenant. Le 10 mai 1940, la Belgique est envahie par les armées allemandes : c'est la campagne des 18 jours. Après la capitulation belge le 28 mai, Jean Cornez est démobilisé. Il rentre à Bruxelles le 1er juin 1940.
Le 14 mars 1941, il quitte Bruxelles pour rejoindre l'Angleterre, en compagnie de son ami Édouard Cleeren, via la France et l'Espagne pour continuer la lutte contre l'occupant. Le 19 mars 1941, il franchit la ligne de démarcation en France et arrive à Perpignan. Avec l'aide d'un guide, Cornez traverse à pied les Pyrénées en partant d'Argelès, dans la nuit du 8-9 avril 1941, jusqu'à Figueras. Là, il prend le train pour Gérone, durant ce voyage, il est arrêté le 10 avril 41. Il est incarcéré au "carcel Modelo" de Barcelone jusqu'au 27 avril. Puis transféré vers le camp de concentration de Miranda del Ebro, où, Il est  incarcéré le 30 avril 1941. Avec Cleeren, ils se font passer pour citoyens canadiens. Ils sont libérés le 25 août 1941 et rejoignent alors Gibraltar. Le 2 octobre 1941, ils embarquent sur le navire S/S Leinster et arrivent à Liverpool le 12 octobre 1941.

#### La résistance
Parvenu à Londres, Jean Cornez se met aussitôt au service des Forces belges en Angleterre.
Il est recruté au sein de la « Sureté d’État » le 2 décembre 1941 par décision spéciale du ministre de la Défense Nationale du gouvernement belge en exil.
Les semaines qu'il passa à Londres furent racontées par sa fiancée, Marjorie Rae Lewis, dans Mission Paradise.
La résistance a un besoin urgent d'établir des communications radio régulières avec Londres. C'est dans ce but que Cornez est formé à la spécialité d'opérateur radio. Il suit un entrainement intensif du 1er novembre 41 au 15 février 1942.
Il est parachuté en France (sud-ouest de Lens) dans la nuit du 2 au 3 mars 1942, avec le pseudonyme de « Commandant Dupuis » pour accomplir la mission d'opérateur radio de renseignements du réseau Luc, avec lui, Édouard Cleeren pour le réseau Brave.
Sont parachutés la même nuit, René Bruaux (alias Roll) et Gérard Waucquez .
Ils sont réceptionnés le matin du 3 mars 1941 par Pierre Bourriez (alias Sabot) et conduit à Roubaix, par le réseau Ali-France dirigé par joseph Dubar et Paul Joly (alias Caviar) qui les font entrer en Belgique.
Cornez doit entrer en contact avec le capitaine Cuvelier qui est l'agent de liaison entre Zéro et Luc.
À Bruxelles, Cornez entre en contact avec ses amis Armand Ghobert, puis Joseph Nysten et le Docteur Pirson, chez qui il loge et qui le soignera d'une pleurésie contractée lors de son parachutage et de son voyage clandestin jusqu'à Bruxelles.
Cependant, en mars 1942 le capitaine Cuvelier alias Aramis a perdu le contact avec le réseau Luc. Cornez apporte alors, à Cuvelier, l'ordre de mission de développer le réseau de renseignement « Zéro » et de se consacrer aux renseignements militaires. À cette époque, le réseau Zéro assure plusieurs missions : sabotage, renseignement, presse clandestine (la libre Belgique).
Certains font de Jean Cornez l'un des fondateurs du réseau Athos au sein de Zero avec le capitaine Cuvelier, ce qui est excessif.
Cornez est chargé d'organiser un service de renseignement militaire indépendant et cloisonné au sein du réseau Zéro. En effet, Londres estime qu'il faut créer un service complètement indépendant de renseignements (code Beret) à partir d'un opérateur radio sûr : ce sera Jean Cornez. Finalement, c'est au sein du réseau « Zero » service de renseignement « Béret » que Cornez opérera avec le pseudo « White » et « Commandant Dupuis ». Son zèle patriotique le perdra, transmettant en urgence extrême des messages vers Londres, il a émis trop longuement, il est repéré par les dispositifs radio-goniométriques mobiles de l'armée allemande (services de la Funkabwehr des Oberkommandos der Wehrmacht).
Il est intercepté par l'armée allemande à Etterbeek, le 15 avril 1942, dans la maison du capitaine Cuvelier.
Détenu à la prison de Saint-Gilles (Bruxelles), Aile A cellule no 56. Torturé, il avoue être Jean Cornet (sic) missionné de Londres, parachuté sur Vielsalm le 26 mars 1942 et agir seul . Il n'en dira pas plus, aucun membre du réseau de renseignements ne sera menacé : le capitaine Cuvelier alias Aramis chez qui Cornez est arrêté le 15 avril 1942, aura eu le temps de s'exfiltrer, et le Dr Pirson chez qui Jean Cornez logeait ne sera pas inquiété.
Selon le témoignage de S J Crevecoeur détenu dans la cellule voisine (no 57), Cornez est détenu au secret, privé de nourriture et de soins : « son moral était haut et son âme était fière et droite. Sa maigreur était extrême et on pouvait dire qu'il avait la peau sur les os ».
Il est exécuté le 3 octobre 1942 et inhumé secrètement au cimetière de Hechtel, concession no 69, le même jour que Ernest Havaux (n°70) membre du réseau 3 Mousquetaires.
Tous deux membres du réseau de renseignements Zéro, le réseau étant bien cloisonné les Allemands n'ont pas fait le lien entre les deux résistants.

#### Épilogue

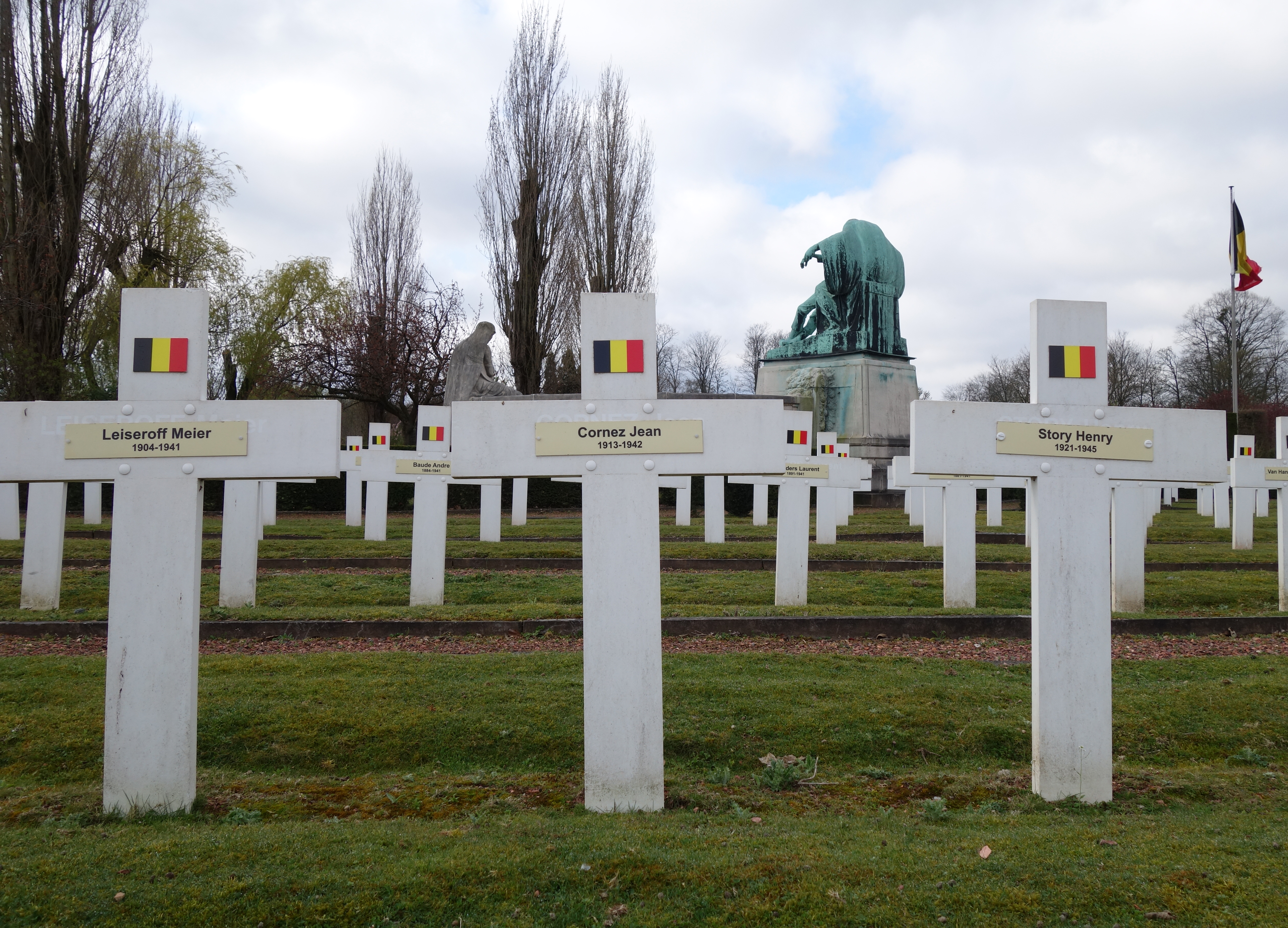
Sépulture de Jean Cornez, cimetière communal de Schaerbeek, pelouse d'honneur.

Après l'arrestation et l'exécution de Cornez, les membres du réseau sont inquiets : ils pensent que Cornez a peut être été trahi.
Une enquête approfondie du réseau Zéro conclura par la négative: Jean Cornez serait mort pour avoir passé trop de temps en communication avec Londres lors d'une transmission urgente.
Le journal clandestin de la Résistance Belge, la Libre Belgique, lui rendra hommage le 15/02/1943.
Ces effets personnels transmis par Mme Rae Lewis en 2016, sont conservés et exposés au musée Het Huis van 40-45 devenu Klein Engeland The Secret War Museum] à Klerken (Houthulst) en Flandres.
Après guerre, sa tombe est retrouvée et sa dépouille translatée à Bruxelles. Jean Cornez repose aujourd'hui au carré d'honneur, allée no 16, entre les défunts Meier Leiseroff (1904-1941) et Henry Story (1921-1945) du cimetière de Schaerbeek.

## Titres et décorations
À titre posthume :
- Croix de Chevalier de l'Ordre de Léopold avec palme;
- Croix de guerre 1940 avec palme;
- Élevé au grade de Capitaine
- Citation :" Volontaire pour une mission spéciale en territoire occupé, fit preuve au cours de son accomplissement du plus grand courage et d'un mépris complet du danger. Arrêté par l’ennemi, il opposa à ses interrogateurs un mutisme total et mourut en brave, fusillé le 3 octobre 1942."